# マツコ&有吉の怒り新党
『マツコ&有吉の怒り新党』（マツコありよしのいかりしんとう）は、テレビ朝日で放送されていたトークバラエティ番組である。通称「怒り新党」。

## 概要
国民（視聴者）から寄せられた日々の怒りに白黒つけるべく、新たな政党「マツコ&有吉の怒り新党」を旗揚げしたという設定で繰り広げられるシチュエーショントークバラエティー。
視聴者からの「ちょっと腹立つけど、これ怒っていいですか?」という投稿（怒りメール）を進行の夏目三久（総裁秘書）が「国民の声」として紹介し、マツコ・デラックス（幹事長）、有吉弘行（政調会長）が怒っていいかどうかを採用・不採用で判定する。収録セットにはレギュラー陣の選挙ポスターが貼られ、ナレーションも政見放送風に行われた。
マツコと有吉の冠番組で、2人が本格的に共演する初の番組であり、夏目にとっては本番組が日本テレビ退社後初、かつ日本テレビ系列以外の番組としても初のレギュラー番組となった。
番組名が「有吉・マツコ」ではなく、「マツコ・有吉」の順になっている理由は、マツコによると、TBSで放送していた『有田とマツコと男と女』の略称「有マツ」と一緒になってしまうためである。

### 番組の変遷
2011年4月6日番組スタート。当初は水曜日 1:21 - 1:51（火曜深夜） に放送され、視聴率が好調だったことから、2011年10月より『シルシルミシル』の後継番組として水曜23時15分（ネオバラ水曜枠）に放送時間を移動した。後継番組はくりぃむしちゅーが出演する『SOFTくりぃむ』となったため、事実上の枠交換となった。
全国ネット昇格に伴い、2011年10月に番組オフィシャルの「有吉弘行の毒舌まんじゅう」が発売された。この商品は衆議院議員会館で取り扱いされた初のタレントグッズになった。
2012年3月にギャラクシー賞月間賞を受賞。
2013年1月3日に、番組初となるゴールデンタイムでの特番『マツコ&有吉の怒り新党 お正月スペシャル』を放送。その後、2014年・2015年の1月3日にも『お正月スペシャル』としてゴールデンタイムに放送された。
2016年3月30日に夏目が番組を卒業。この日は通常の新3大に加え「新3大 夏目三久の肝っ玉を感じた瞬間」が放送された。翌週から後任としてテレビ朝日アナウンサー（当時）の青山愛が「庶務」の肩書きで参加した。
2017年3月29日に最終回を放送。最終回はメインの「国民からの怒り」はなく「新3大のリクエスト特集」を行い、番組総括に感極まって涙ぐむ青山アナをマツコ・有吉が称賛し、レギュラー3人の退席で番組に幕を閉じた。
翌週4月5日から、マツコと有吉がそのままMCを務める新番組『マツコ&有吉 かりそめ天国』が当番組をリニューアルされた内容でスタートした。
番組終了から4年後の2021年4月1日に当番組のMCだった有吉と夏目が結婚。2人の結婚を記念して同年4月23日の『かりそめ天国』の番組内で、マツコ・有吉・夏目の3人が再集結して『怒り新党-臨時党大会-』が放送された。
上記復活特番から5カ月後の2021年9月30日 20:00 - 21:48に、『マツコ&有吉の怒り新党 解散!!生放送2時間スペシャル』と題し2時間生放送。同日限りで芸能界・放送界を引退する夏目にとって、有吉とマツコとの最後の共演となる上、番組自体も、この特番の放送で完全終了となる予定。視聴率は14.3%だった。

## 出演者
- マツコ・デラックス（幹事長）
- 有吉弘行（政調会長）
- 夏目三久（総裁秘書。2011年4月6日 - 2016年3月30日、2021年4月23日、9月30日）
- 青山愛（庶務。当時テレビ朝日アナウンサー。2016年4月13日 - 2017年3月29日）

ナレーション
- 角澤照治（テレビ朝日アナウンサー。深夜時代）
- 塙宣之（ナイツ。ネオバラ移行後）
- 脇坂京子（あなたの記憶を調べます 記憶調査委員会）

## 番組コーナー

### 国民からの怒り
番組のメインコーナー。進行役（夏目→青山）が視聴者からの投稿（怒りメール）を紹介し、マツコと有吉が議論する。進行役が2人が共感できた怒りメールを「採用」、できなかったものを「不採用」と書かれた箱にそれぞれ入れる。2012年5月23日には3人の意見が食い違い判定が「保留」の怒りメールが出たため、マツコの提案により5月30日から「保留」という箱も加わった。
進行役が怒りメールを読む際、冒頭で職業・年齢・性別を紹介する。2013年5月8日から6月19日までは「党員名」（ハンドルネーム）も紹介されていた。
文字の色は「採用」は赤、「不採用」が青。「保留」の文字は当初黄色で、2012年6月13日で緑色、翌週の6月20日には黄色に戻され、その翌週の6月27日からはまた緑になっている。これはマツコ自身が回によって「黄色がいい」「緑がいい」と発言の統一がとれていなかったためである。これに先立ち2012年4月11日には、判定が「未定」となり続報を送ってくるように要求された怒りメールがある。
火曜深夜枠時代はほぼすべての回がこのコーナーだけで構成されていた。ネオバラ枠に移動して放送時間が拡大されてからは、番組終盤に下記のミニコーナーが放送されるようになったが、まれにこのコーナーのみで番組を構成することもある。

### 新・3大〇〇調査会
2011年10月5日放送開始。ネオバラ枠への昇格に合わせてスタートしたコーナー。「日本三景」「日本三大祭り」などに隠れ、一般に知られていないが日本人が知っておくべき3大くくりがあるとして、あるテーマに対し、その分野の有識者がテーマにおけるトップ3を決定。それを政見放送風のVTRと塙宣之（ナイツ）のナレーションでプレゼンして、マツコと有吉がコメント、夏目→青山は前説と補足説明をする。
2016年3月まではほぼ毎回放送されていたが、下記の「今週の怒られたさん」開始後は週替わりで放送されていた。

### もうすぐこうなる調査会
2016年4月13日放送開始。前の月に開催された、あらゆる業界の展示会を取材し、さまざまな分野の最先端技術を紹介する。

### 今週の怒られたさん
2016年4月20日放送開始。街頭で、怒られた経験についてインタビューする。他のコーナーが日替わりなのに対して、このコーナーは基本的に毎回放送する。

### あなたの記憶を調べます 記憶調査委員会
2016年6月8日放送開始。視聴者の過去の記憶を募集し、その記憶について番組スタッフが調査を行う。

### ○○ジャパン
2016年7月6日放送開始。さまざまなジャンルの料理店について、渡部建が日本を代表する9店を選び野球のオーダーのように発表する。このとき、各店をプロ野球選手にたとえるが、昭和〜平成初期の古い選手名を出す。2016年8月10日には渡部のコーナーと並んで大林素子がお笑い芸人からバレーボール代表にたとえて6組を選ぶ企画も行われた。

### イラッと日記 / イラッとメモSP / イラッとメモ2時間SP
- イラッと日記（2011年6月7日放送）は、有名人に「1週間でイラッとした出来事」を日記に書いてもらい、それをスタジオで発表し、有吉とマツコに聞いてもらうコーナー。好評ならば毎週行う予定で、カンニング竹山をゲストに呼んでテストを行うが、二人から「ゲストはいらない」と冒頭から拒絶され、全く盛り上がらずに終了しレギュラーコーナーにはならなかった。
- イラッとメモSP（2011年6月24日放送）は、 深夜枠で放送されたの唯一の1時間スペシャル内のコーナー。ゲストはかたせ梨乃、永井大、杉村太蔵。各ゲストの日常生活の中での「イラッと」を1週間ノートにメモ書きし発表した[29]。
- イラッとメモ2時間SP（2011年7月17日放送）は、 通常の放送枠ではなく日曜日の15:30から放送された。ゲストはアンガールズ田中、梅沢富美男、矢口真里、YOU。

※ゲストを招いた「イラッと」企画は、この3回のみで終了。これ以降、2016年になるまで番組ゲストは登場しなかった。

### 世界外交委員会
2011年10月12日のみ放送。いろいろな国（お世辞にも知名度が高いとは言えない国）の特色・特徴・在日大使を紹介し怒り新党と外交を結ぶコーナー。第1回にルクセンブルク大公国が紹介されたが、これ以降、このコーナーは放送されなかった。

### マツコ幹事長・有吉政調会長のイラッと
2011年11月2日放送開始。2人とも紹介するときもあれば1人だけのときもある。こちらも自然消滅した。

## ネット局と放送時間

### 火曜深夜枠時代
| 放送対象地域 | 放送局                | 系列           | 放送日時                     | 備考                  |
| ------------ | --------------------- | -------------- | ---------------------------- | --------------------- |
| 関東広域圏   | テレビ朝日（EX）      | テレビ朝日系列 | 水曜 1:21 - 1:51（火曜深夜） | 制作局                |
| 福島県       | 福島放送（KFB）       | テレビ朝日系列 | 水曜 1:21 - 1:51（火曜深夜） | 同時ネット            |
| 愛媛県       | 愛媛朝日テレビ（eat） | テレビ朝日系列 | 水曜 1:21 - 1:51（火曜深夜） | 同時ネット            |
| 福岡県       | 九州朝日放送（KBC）   | テレビ朝日系列 | 水曜 1:21 - 1:51（火曜深夜） | 同時ネット            |
| 長崎県       | 長崎文化放送（NCC）   | テレビ朝日系列 | 水曜 1:25 - 1:55（火曜深夜） | 2011年4月13日放送開始 |
| 熊本県       | 熊本朝日放送（KAB）   | テレビ朝日系列 | 火曜 1:20 - 1:50（月曜深夜） | 2011年4月19日放送開始 |
| 沖縄県       | 琉球朝日放送（QAB）   | テレビ朝日系列 | 木曜 1:15 - 1:45（水曜深夜） | 2011年4月21日放送開始 |
| 大分県       | 大分朝日放送（OAB）   | テレビ朝日系列 | 木曜 1:55 - 2:25（水曜深夜） | 2011年4月28日放送開始 |
| 山口県       | 山口朝日放送（yab）   | テレビ朝日系列 | 月曜 1:25 - 1:55（日曜深夜） | 2011年5月2日放送開始  |
| 岩手県       | 岩手朝日テレビ（IAT） | テレビ朝日系列 | 火曜 1:20 - 1:50（月曜深夜） | 2011年7月5日放送開始  |
| 石川県       | 北陸朝日放送（HAB）   | テレビ朝日系列 | 日曜 1:00 - 1:30（土曜深夜） | 2011年7月10日放送開始 |
| 鹿児島県     | 鹿児島放送（KKB）     | テレビ朝日系列 | 火曜 1:15 - 2:15（月曜深夜） | 2011年9月6日放送開始  |

### 水曜ネオバラ枠時代
| 放送対象地域   | 放送局                   | 系列           | 放送日時                     | 脚注          | 備考       |
| -------------- | ------------------------ | -------------- | ---------------------------- | ------------- | ---------- |
| 関東広域圏     | テレビ朝日（EX）         | テレビ朝日系列 | 水曜 23:15 - 翌0:15          | 【制作局】    | 【制作局】 |
| 北海道         | 北海道テレビ（HTB）      | テレビ朝日系列 | 水曜 23:15 - 翌0:15          | 同時ネット    | [ 注 2 ]   |
| 青森県         | 青森朝日放送（ABA）      | テレビ朝日系列 | 水曜 23:15 - 翌0:15          | 同時ネット    |            |
| 岩手県         | 岩手朝日テレビ（IAT）    | テレビ朝日系列 | 水曜 23:15 - 翌0:15          | 同時ネット    |            |
| 宮城県         | 東日本放送（KHB）        | テレビ朝日系列 | 水曜 23:15 - 翌0:15          | 同時ネット    |            |
| 秋田県         | 秋田朝日放送（AAB）      | テレビ朝日系列 | 水曜 23:15 - 翌0:15          | 同時ネット    |            |
| 山形県         | 山形テレビ（YTS）        | テレビ朝日系列 | 水曜 23:15 - 翌0:15          | 同時ネット    |            |
| 福島県         | 福島放送（KFB）          | テレビ朝日系列 | 水曜 23:15 - 翌0:15          | 同時ネット    |            |
| 長野県         | 長野朝日放送（abn）      | テレビ朝日系列 | 水曜 23:15 - 翌0:15          | 同時ネット    |            |
| 新潟県         | 新潟テレビ21（UX）       | テレビ朝日系列 | 水曜 23:15 - 翌0:15          | 同時ネット    |            |
| 静岡県         | 静岡朝日テレビ（SATV）   | テレビ朝日系列 | 水曜 23:15 - 翌0:15          | 同時ネット    |            |
| 石川県         | 北陸朝日放送（HAB）      | テレビ朝日系列 | 水曜 23:15 - 翌0:15          | 同時ネット    |            |
| 中京広域圏     | メ〜テレ（NBN）          | テレビ朝日系列 | 水曜 23:15 - 翌0:15          | 同時ネット    |            |
| 広島県         | 広島ホームテレビ（HOME） | テレビ朝日系列 | 水曜 23:15 - 翌0:15          | 同時ネット    |            |
| 山口県         | 山口朝日放送（yab）      | テレビ朝日系列 | 水曜 23:15 - 翌0:15          | 同時ネット    |            |
| 香川県・岡山県 | 瀬戸内海放送（KSB）      | テレビ朝日系列 | 水曜 23:15 - 翌0:15          | 同時ネット    |            |
| 愛媛県         | 愛媛朝日テレビ（eat）    | テレビ朝日系列 | 水曜 23:15 - 翌0:15          | 同時ネット    |            |
| 福岡県         | 九州朝日放送（KBC）      | テレビ朝日系列 | 水曜 23:15 - 翌0:15          | 同時ネット    |            |
| 長崎県         | 長崎文化放送（ncc）      | テレビ朝日系列 | 水曜 23:15 - 翌0:15          | 同時ネット    |            |
| 熊本県         | 熊本朝日放送（KAB）      | テレビ朝日系列 | 水曜 23:15 - 翌0:15          | 同時ネット    |            |
| 大分県         | 大分朝日放送（OAB）      | テレビ朝日系列 | 水曜 23:15 - 翌0:15          | 同時ネット    |            |
| 鹿児島県       | 鹿児島放送（KKB）        | テレビ朝日系列 | 水曜 23:15 - 翌0:15          | 同時ネット    |            |
| 沖縄県         | 琉球朝日放送（QAB）      | テレビ朝日系列 | 水曜 23:15 - 翌0:15          | 同時ネット    |            |
| 近畿広域圏     | 朝日放送（ABC）          | テレビ朝日系列 | 木曜 0:30 - 1:32（水曜深夜） | 1時間15分遅れ | [ 注 3 ]   |
| 鳥取県・島根県 | 山陰放送（BSS）          | TBS系列        | 木曜 23:55 - 翌0:52          | 遅れネット    |            |
| 宮崎県         | 宮崎放送（mrt）          | TBS系列        | 火曜 23:55 - 翌0:55          | 遅れネット    |            |
| 富山県         | 富山テレビ（BBT）        | フジテレビ系列 | 日曜 1:10 - 2:10（土曜深夜） | 遅れネット    |            |
| 高知県         | 高知放送（RKC）          | 日本テレビ系列 | 金曜 0:54 - 1:54（木曜深夜） | 遅れネット    | [ 注 4 ]   |